# Irma Alonso
Irma Julia Alonso Penco (Salto, 22 de mayo de 1929 - Montevideo, 3 de julio de 2019), conocida también como Irma Alonso de Chamorro e Irma Alonso de Mántaras, fue una magistrada uruguaya, quien se desempeñó como ministra del Tribunal de lo Contencioso Administrativo entre 1997 y 1999.

## Biografía
Nació en Salto el 22 de mayo de 1929,hija de Oscar Federico Alonso y de Irma Vicencia Penco. 
Cursó estudios en la Facultad de Derecho de la Universidad de la República, donde se graduó como abogada en 1959.
A partir de marzo de 1960 se desempeñó como actuaria en el Juzgado Letrado de Salto de Primer Turno.

### Jueza de Paz en el interior
En diciembre de 1960 inició su carrera judicial al ser designada Jueza de Paz de la primera sección judicial de Salto, con sede en Salto, su ciudad natal.

### Jueza Letrada en el interior
En junio de 1972 fue ascendida al cargo de Jueza Letrada de Bella Unión. 
En octubre de 1974 fue trasladada al Juzgado Letrado de Cerro Largo de Primer Turno,y en octubre de 1976 al mismo cargo en Las Piedras.

### Jueza Letrada en la capital
En septiembre de 1977 ascendió a cumplir funciones en Montevideo, inicialmente como Jueza Letrada Suplente.
En noviembre del mismo año pasó a desempeñarse como Jueza Letrada de Menores de Segundo Turno,pasando en noviembre de 1978 al Juzgado Letrado de Aduana de Segundo Turno.
En noviembre de 1980 retornó al Juzgado Letrado de Menores de Segundo Turno. Finalmente, en diciembre de 1983, en oportunidad de crearse los nuevos Juzgados Letrados de Familia, fue designada titular del de Cuarto Turno.

### Tribunal de Apelaciones
En septiembre de 1985 recibió un nuevo ascenso al ser nombrada integrante del Tribunal de Apelaciones en lo Penal de Primer Turno. Permaneció en dicho tribunal durante doce años.

### Tribunal de lo Contencioso Administrativo
Tras producirse una vacante en el Tribunal de lo Contencioso Administrativo como consecuencia del retiro de Julio César Panizza en mayo de 1997, y transcurridos 90 días sin efectuarse designación de su reemplazante por la Asamblea General, se tornó aplicable el artículo 236 de la Constitución, que prevé como mecanismo subsidiario de designación para los cargos vacantes en la Suprema Corte de Justicia, aplicable al TCA en función de la remisión efectuada por el artículo 308 de la Constitución, el ingreso del magistrado más antiguo de los Tribunales de Apelaciones. En aquel momento dicha calidad correspondía a Alonso, por lo que se produjo su ingreso automático al TCA. Prestó juramento ante la Asamblea General el 3 de septiembre de 1997.
Integró el TCA durante un año y medio, cesando en su cargo en mayo de 1999 al cumplir los 70 años, edad establecida como límite para integrar el Tribunal de lo Contencioso Administrativo según el artículo 308 de la Constitución, que se remite en cuanto a las condiciones para ocupar dicho cargo a las previstas para los miembros de la Suprema Corte de Justicia.La vacante generada por su retiro fue cubierta en septiembre de 1999 con el ingreso por antigüedad de Eduardo Brito del Pino Pocey.

### Fallecimiento
Irma Alonso falleció en Montevideo el 3 de julio de 2019, poco después de cumplir 90 años de edad.

## Vida personal
Contrajo matrimonio en primeras nupcias con Antonio Sigifredo Chamorro Pérez, de quien se divorció. En 1979 se casó nuevamente con Abraham Ángel Mántaras Echeverz,de quien posteriormente enviudó. 